# Козьма Мінін (газета)
«Козьма Мінін» (рос. «Козьма Минин») — російська дореволюційна газета літературно-політичного напряму, друкований орган Ніжньогородського відділення чорносотенського георгіївсько-марківського Союзу російського народу. Виступала з антисемітських, антиліберальних позицій. Піддавала критиці російських революціонерів. Виходила з 1909 по 1917 роки двічі на тиждень. 
Редактори:
- В. І. Кісєльов,
- Г. Р. Васильєв.